# Real Casa de la Moneda de La Coruña
La Real Casa de la Moneda de La Coruña fue una ceca establecida en La Coruña por el rey de León Alfonso IX que acuñó moneda hasta el reinado de Carlos II. Fue la principal ceca establecida en Galicia, la que más moneda acuñó y durante más tiempo.
No hay documentación de cuando se estableció exactamente la ceca de La Coruña. A ciencia cierta se sabe que debió de ser entre 1210 y 1230 cuando se acuñó la primera moneda, a nombre de Alfonso IX. En 1367 Fernando I de Portugal entra en Galicia, se corona rey en la ciudad de La Coruña y toma la casa de la moneda, ordenando la emisión de moneda de tipo y denominación igual a la portuguesa. En 1371 la ceca coruñesa vuelve las manos de los reyes de Castilla y a acuñar moneda castellana.
En el reinado de Enrique IV (1454-1474) la ceca de La Coruña adquiere su máximo esplendor al emitir todos los valores que se emitían en el reino. En 1471 se declara oficialmente que la concha de vieira se emplee en el reverso como señal identificativa de las monedas acuñadas en La Coruña, algo ya habitual en las monedas acuñadas anteriormente.
Hasta el reinado de Pedro el Cruel se acuñó principalmente moneda de vellón, posteriormente la plata adquirió preponderancia.

## Monedas
1.- Acuñaciones de vellón:
- Alfonso IX de León: Dinero, Meaja
- Fernando III de Castilla: [n 1]
- Alfonso X de Castilla y León: Dinero Alfonsí, Meaja, Dinero Seisén, Dinero Pepión, Dinero Noven, Pujesa
- Sancho IV de Castilla y León: Cornado, Meaja Coronada

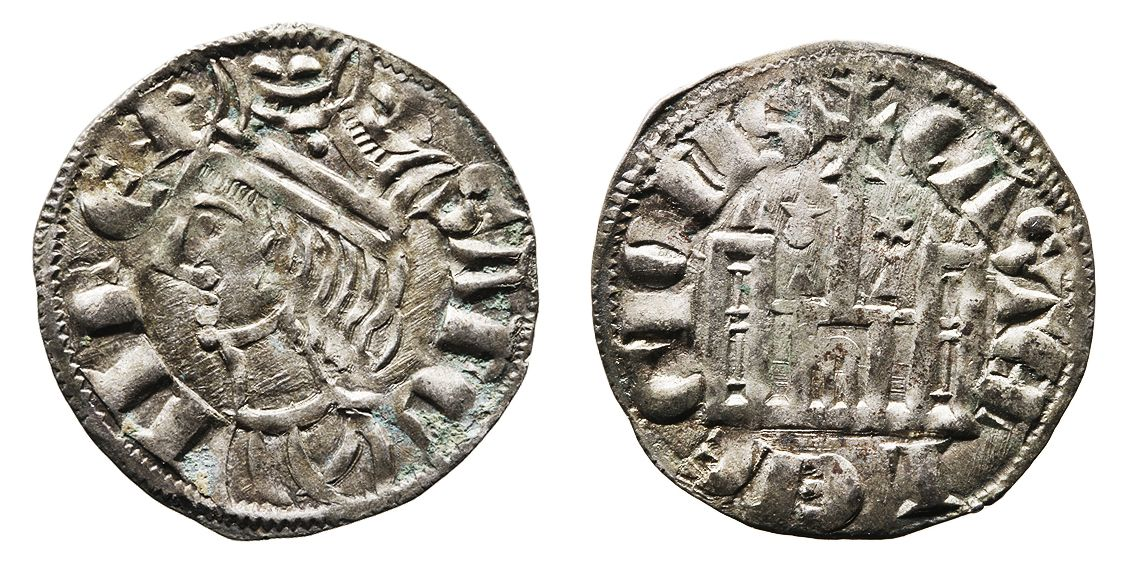
Cornado de Sancho IV.

- Fernando IV de Castilla y León: Dinero Pepión
- Alfonso XI de Castilla y León: Cornado, Dinero Noven
- Pedro I de Castilla y León: Dinero
- Fernando I de Portugal: Barbuda, Medio Barbuda
- Enrique II de Castilla y León: Real, Cruzado, Cornado
- Juan I de Castilla y León: Cornado
- Enrique III de Castilla y León: Blanca, Cornado, Dinero Noven
- Juan II de Castilla y León: Blanca, Cornado
- Enrique IV de Castilla y León: Cuarto o Cuartillo, Medio Cuarto o Medio Cuartillo, Maravedí, Dinero, Medio Dinero, Blanca, Media Blanca
- Felipe IV: 16 Maravedís, 8 Maravedís, 4 Maravedís, 2 Maravedís

2.- Acuñaciones de plata:
- Pedro I de Castilla y León: Real, Medio Real
- Fernando I de Portugal: Tornés, Medio Tornés
- Enrique II de Castilla y León: Real, Medio Real
- Juan I de Castilla y León: Real, Medio Real
- Juan II de Castilla y León: 1/6 Real o Sexmo de Real
- Enrique IV de Castilla y León: Real
- Reyes Católicos: Real, Medio Real, Cuarto de Real
- A nombre de los Reyes Católicos: 8 Reales, 4 Reales, 2 Reales, Real, Medio Real, Cuarto de Real
- Felipe II: 2 Reales

3.- Acuñaciones de oro:
- Pedro I de Castilla y León: Dobla
- Juan II de Castilla y León: Dobla de la banda
- Enrique IV de Castilla y León: Castellano, Medio Castellano
- Reyes Católicos: Medio Castellano, Excelente, Medio Excelente

4.- Acuñaciones de cobre:
- Reyes Católicos: Blanca, 2 Maravedís
- A nombre de los Reyes Católicos: Blanca, 2 Maravedís, 4 Maravedís
- Carlos y Juana: 4 Maravedís
- Felipe II: Blanca, 2 Maravedís
- Felipe III: 1 Maravedí, 2 Maravedís, Resello 1603
- Felipe IV: Resello 1636, Resello 1641-42, Resello 1651-52, Resello 1654-55, 2 Maravedís, Resello 1658-59, Reacuñación Monograma 1658-59
- Carlos II: 2 Maravedís